# ISO 3166-2:AF
ISO 3166-2:AF désigne la partie de la norme ISO 3166-2 qui concerne l’Afghanistan. Cette norme, édictée par l'Organisation internationale de normalisation, permet de désigner les principales subdivisions administratives du pays par un code en quelques chiffres et/ou lettres complétant le code ISO 3166-1 du pays.
Il existe un seul niveau désignant les provinces (en persan ou pachto :wilāyat). Les dénominations officielles sont en persan (et pachto mais identique) utilisant le romanisation BGN/PCGN 2007.
| Code ISO 3166-2 | Provinces en persan/pachto |
| --------------- | -------------------------- |
| AF-BDS          | Badakhchan                 |
| AF-BDG          | Bâdghîs                    |
| AF-BGL          | Baghlân                    |
| AF-BAL          | Balkh                      |
| AF-BAM          | Bâmiyân                    |
| AF-DAY          | Deykandi                   |
| AF-FRA          | Farâh                      |
| AF-FYB          | Fâryâb                     |
| AF-GHA          | Ghazni                     |
| AF-GHO          | Ghôr                       |
| AF-HEL          | Helmand                    |
| AF-HER          | Hérât                      |
| AF-JOW          | Djôzdjân                   |
| AF-KAB          | Kaboul                     |
| AF-KAN          | Kandahâr                   |
| AF-KAP          | Kâpîssâ                    |
| AF-KHO          | Khôst                      |
| AF-KNR          | Kounar                     |
| AF-KDZ          | Kondôz                     |
| AF-LAG          | Laghmân                    |
| AF-LOW          | Lôgar                      |
| AF-NAN          | Nangarhâr                  |
| AF-NIM          | Nimrôz                     |
| AF-NUR          | Nourestân                  |
| AF-ORU          | Orozgân                    |
| AF-PAN          | Pandjchir                  |
| AF-PIA          | Paktiyâ                    |
| AF-PKA          | Paktîkâ                    |
| AF-PAR          | Parwân                     |
| AF-SAM          | Samangân                   |
| AF-SAR          | Sar-é Pol                  |
| AF-TAK          | Takhâr                     |
| AF-WAR          | Wardak                     |

Historique des changements

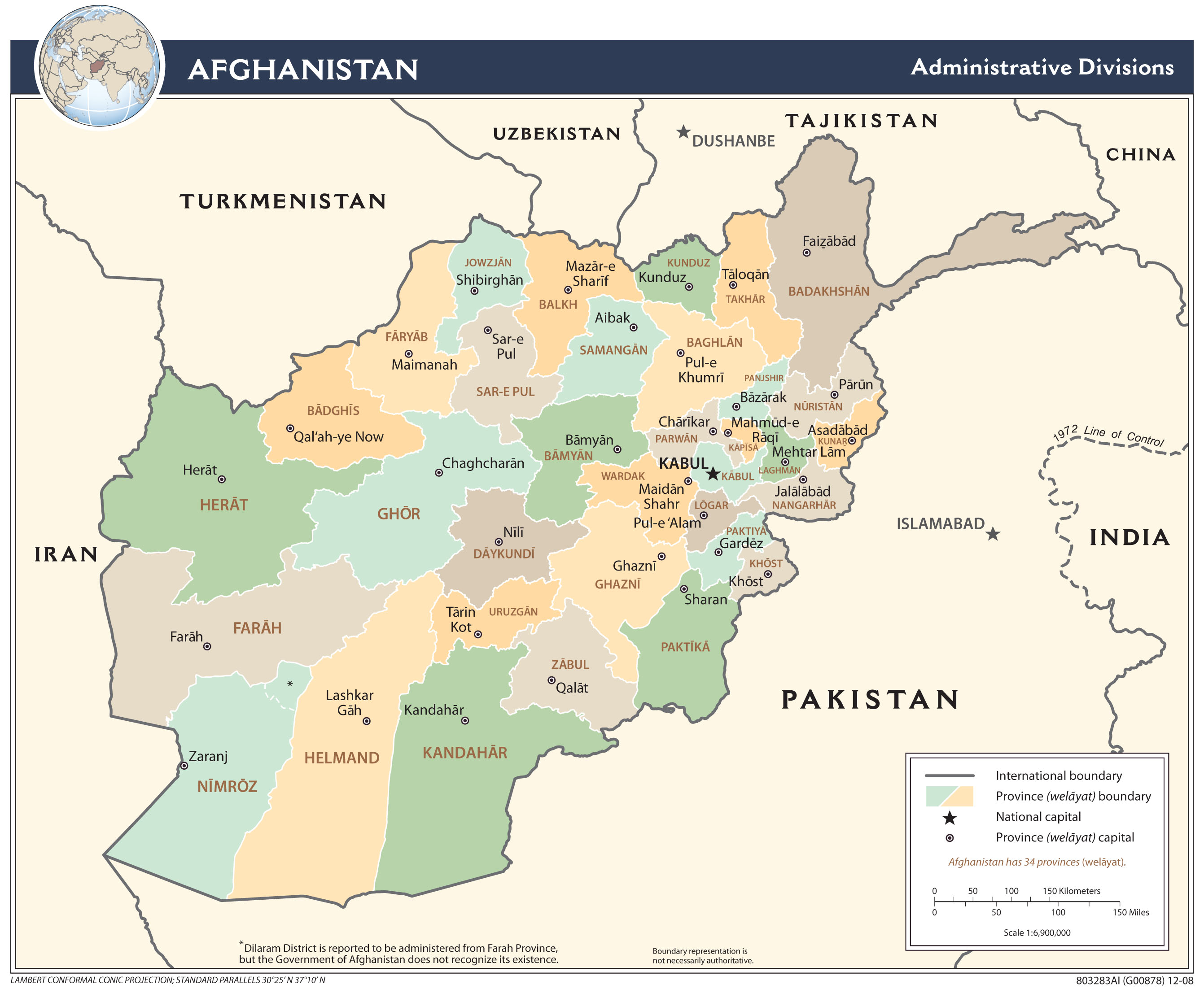
Les provinces en 2009

- 2005-09-13 : ISO 3166-2:2005-09-13 n° I-7
- 2011-12-13 : Corrections linguistiques; reprise du nom administratif, mise en ordre alphabétique et mise à jour de la liste source.
- 2015-11-27 : Correction de la forme courte locale; modification du système de romanisation; modification de l'orthographe des catégories de pus and fas; modification de l'orthographe de AF-KNR; mise à jour de la Liste Source
- 2018-11-26 : Correction de l'étiquette du système de romanization
- 2020-11-24 : Correction du Code Source